# 梅迪纳 (俄亥俄州)
梅迪纳是美国俄亥俄州梅迪纳县一个城市，是梅迪纳县的县城，2010年人口普查时为26678人。 2009年，Medina被CNNMoney评为美国第40个最受欢迎的城市。

## 历史
梅迪纳成立于1818年，是康乃狄克西储地的一部分。 它原来叫麦加，但在俄亥俄州的一个非建制社区已经有了这个名字，所以改名。 麦加和麦地那（Medina）都是沙特阿拉伯的城市，对伊斯兰教尤其重要。